# 4514 Vilen
4514 Vilen este un asteroid din centura principală, descoperit pe 19 aprilie 1972 de Tamara Smirnova.